# Agaperemius hirtus
Agaperemius hirtus är en tvåvingeart som beskrevs av Hesse 1969. Agaperemius hirtus ingår i släktet Agaperemius och familjen Mydidae. Inga underarter finns listade i Catalogue of Life.